# Train Simulator 京成・都営浅草・京急線
『Train Simulator 京成・都営浅草・京急線』（トレインシミュレータ けいせい・とえいあさくさ・けいきゅうせん）は2005年8月25日に音楽館から発売されたPlayStation 2用電車運転ゲーム。
これまでのTrain Simulatorには無い「ライセンス制度」、「ポイント制度」を導入した。

## 使用可能な専用コントローラ（PS2版）
- マルチトレインコントローラ…P5-B5のカセットを使用すれば使用可能。AE形を運転するときのみP13-B7のカセット（九州新幹線用に限定販売されたもの）が使用可能。
- トレインマスコン…本来は『THE 京浜急行』専用のコントローラだが、MTCのP5-B5カセットがこれをエミュレートしていることで、一応使用可能。

以下はシリアル－USB変換ケーブルを用いれば使用できる。
- TSマスコン2…力行5段・常用5段にセットで使用可能。
- TSマスコン…Cタイプ（力行5段・制動6段、但し制動段は非常を含む）にセット、ソフト起動後にN位置でS・A・B・C各釦を押してから使用可能。

## 運転可能な路線
- 京急空港線（羽田空港 - 京急蒲田）
- 京急本線（京急蒲田 - 泉岳寺）
- 都営地下鉄浅草線（泉岳寺 - 押上）
- 京成押上線（押上 - 青砥）
- 京成本線（京成上野 - 成田空港）

## 運転可能な車両

### 京浜急行電鉄
- 600形
前作TSRでも空港線の試験で登場し、TSシリーズでは3度目の登場となるクロスシート車。京急線の基本車両となる。
前作同様三菱製のVVVFインバータを搭載している車両だが、今作では初期車の120kW車を再現している。
- 1500形
旧1000形の後継車種として、普通列車から快特まで幅広く活躍する界磁チョッパ制御車。
高速域においての加速性能が前作TSRより悪くなっているほか、中高速域でのモーター音がかなり大きくなっている。中速域においてマスコンを加速側に入れた際、加速が始まるまでの時間に、ややラグがあり、ブレーキ性能にもやや癖がある。
前作に登場した更新車は登場せず、未更新車のみの登場となる。
- 1500形（1700番台）
VVVFインバータ制御に変更された1500形のマイナーチェンジ車。
チョッパ制御車と比べ、加減速・応答性ともに飛躍的に高くなっている。
前作では三菱製インバータ車だったが、今作では東洋製インバータ車が再現されている。
- 新1000形（1・2次車）
起動時にインバータ音がドレミファメロディを刻むことで有名で、ゲーム発売当時京急の最新鋭だった二代目の1000形。
加速、減速、応答性のいずれにおいても優れた性能を持ち、特に加速性能は全車種中トップクラスで、スカイライナー車両をも凌ぐ。
- 旧1000形黒幕車（隠し車両）
京急線の直通試験をSランクでクリアすると出現する。
前作TSRでもお馴染みだった初代1000形。
今作では黒幕車が再現されているが加減速の性能が悪い。さらに応答性が全車両の中でも一二を争う程悪く、扱いが難しくなっている。「ツーハンドル電車」である。そのため操作方法がワンハンドル列車とは異なっており、より扱いにくい。

### 東京都交通局
- 5300形（1次車）
都営浅草線の冷房化と既存車両の取り替えのため登場した車両。都営浅草線の基本車両となる。
性能は概ね平均的で、すべての車両の基準となるような性能を持ち合わせている。5300形ではノッチの力行段数が他車と違いP4段までとなっている。
- 5300形27編成（隠し車両）
都営浅草線の直通試験をSランクでクリアすると出現する。
5300形の最終増備車。主電動機出力が165kWから180kWへと強化されており、加速性能は大幅にアップしている。
通常の5300形と比べモーター音が非常に大きくなったほか、減速性能がやや低くなっているが、応答性は平均的である。

### 京成電鉄
- AE100形（8両編成のみ）
定速ノッチ（P1、P2、-、H、+）を持つスカイライナー用の車両。特急形車両だが、通勤車両並の高い加減速性能を持つ。
定速状態に入っていない時、「-」「H」「+」ノッチはそれぞれP3、P4、P5として機能する。25km/h以上で走行中に「+」ノッチに投入することで定速制御が可能になり、ノッチ段数横に「◆」と記号が表示される。
「◆+」ノッチを入れ続けるとP5で加速、「◆H」ノッチはホールドで、速度を維持する。「◆-」は減速ノッチでB3相当の回生ブレーキをかける。N - P2ノッチに戻すことで定速制御は解除され、「◆」の表示も消える。
「◆H」ノッチによる速度維持が動作するまでには数秒のタイムラグがある。さらに「◆-」ノッチで25km/h以下に減速しようとした場合は、25km/hで定速で維持される。
- 新3000形（8両編成は当時3001編成のみ 6両編成は3001編成以外）
2003年にデビューした京成電鉄の最新鋭車。京成線の基本車両となる。
中高速域での加速性能がやや低めだが、減速性能は全車種中トップ。また、モーター音が非常に静かである。
車両選択画面で選択後、ロード完了までL1ボタンを押し続けると8両ダイヤでも6両編成を運転することができる。ただし6両編成を選択した場合でも、8両編成のダイヤでは停止位置は8両の停止位置目標に停車することになり、京急におけるスタフの数字も8となっている。PSP版ではこの再現はカットされた。（3600形、3700形も同様）
- 3400形（8両編成のみ）
元スカイライナー用のAE形の機器を流用して登場した車両。
通勤電車としては歯車比がやや低めに設定してあり、高速域の加速性能は最新のVVVF車に引けを取らない。モーター音が京成車の中では最も大きくなっている。
しかしAE形時代からの特性として、回生ブレーキが45km/hと比較的速いスピードで失効して空気ブレーキに切り替わり、ブレーキの応答性が極端に悪くなるという弱点がある。その為、この車両で走行すると、各駅停車の区間ではブレーキの動作が悪く、遅れが生じることがしばしばある。
50km/h以下の速度でブレーキを掛けた場合、回生ブレーキは作動しない。実車も同様。
- 3600形（6両編成はVVVF改造車（3668編成） 8両編成は界磁チョッパ制御車）
京成の通勤車では初の界磁チョッパ制御車。加速性能は低めだが、回生失効が遅いため中速域以上のブレーキは安定している。しかし空制がかなり弱く停車直前のブレーキには注意が必要。
8両編成は先頭車がM車ではないため、京急線への入線ができない。6両編成はVVVFインバータ制御に改造され、驚異的な加速性能を持つが、減速性能は平均よりはやや低い。応答性は平均的。
VVVF改造車は、先頭車がM車に改造されているため京急線への入線も可能だが、6両編成を使用する直通ダイヤが無いため、営業列車として京急線に入線する機会はない。
車両選択画面で選択後、ロード完了までL1ボタンを押し続けると8両ダイヤでも6両編成を運転することができる。PSP版ではこの再現はカットされた。
- 3700形（8両編成は7、8次車、6両編成は6次車）
AE100形のシステムをベースに、旧型車の取り替え用として登場したVVVF車両。
前面デザインやパンタグラフなどが変更された6次車以降の車両が再現されている。性能は本作の京成電鉄の車両の中では最も安定している。
再現が6次車以降となっているのは、6両編成がこのタイプにしか存在しないためである。
車両選択画面で選択後、ロード完了までL1ボタンを押し続けると8両ダイヤでも6両編成を運転することができる。PSP版ではこの再現はカットされた。
- 3300形（A編成6両）（隠し車両）
京成電鉄の直通試験をSランクでクリアすると出現。
初代3000形からはじまったいわゆる「赤電」の最終グループとなった車両。
加速、減速、応答性などすべての性能が全車両の中で一番低く扱いが非常に難しい。試験では6両編成の特急7A31でしか使用できない。「ツーハンドル電車」である。その為、操作方法が異なっており、非常に扱いにくい。
- AE形（隠し車両）
直通試験を含めた全ての試験をSランクでクリアし、すべての車両を購入した状態で所持ポイントが20万を超えると出現。
初代スカイライナー用車両で、3400形の改造前の姿。AE100形と異なる特殊な定速ノッチを持つ。
ノッチはN、ON、それ以降は50km/hから115km/hまでの無段階定速ノッチを持つが、本作では無段階部分を50km/h - 115km/hまでを5km/h刻みのノッチとすることで再現している。
加速性能は平均よりやや低い程度だが、減速性能が非常に低く、さらにAE形の特性として、45km/hで回生ブレーキが失効、それ以降は空気ブレーキのみとなるため非常に扱いが難しい。

京急600形、都営5300形（1次車）、京成新3000形は各社局のライセンスを取得すると自動的に入手できる為、ポイントを使用して購入する必要はない。
全ての試験でSランク合格を修めると、運転モードでの車両の制限がなくなる。例としてスカイライナーのダイヤを京急新1000形で、エアポート快特を京成AE100形で、3600形チョッパ車で京急線始発の列車を運転する事が出来る様になる。これはPSP版でも同様。
なお、AE100形の定速制御は都営浅草線内（列車無線が「地下」状態）では使用できない。これは実車の仕様を再現したものである。

## 運転可能なダイヤ
ダイヤは2004年10月30日ダイヤ改正時のダイヤを使用している。京成線は2005年10月2日にスカイライナー（ダイヤ改正はスカイライナーのみ）、2006年6月1日に一部の列車の発車時刻や車両数の修正、都営線・京急線は同年12月10日にダイヤ改正が行われた為、このダイヤは存在していない。
※特記していないダイヤの模範運転は、京成ダイヤでは3000形、都営ダイヤでは5300形1次車、京急ダイヤでは600形によって行われる。
- 655K 普通 成田空港行き 宗吾参道 → 成田空港
早朝の宗吾参道始発の普通成田空港行きで、宗吾車両基地からの出庫ダイヤ。
京成線内では珍しい8両編成での普通列車である。
- 505T 普通 青砥行き 浅草橋→青砥
早朝の浅草橋始発の普通青砥行き。
休日ダイヤで早朝列車の為、乗車率が低く停車時間が少ないことから、少々タイトなダイヤになっている。
- 12AE01 スカイライナー 成田空港行き 上野 → 成田空港
日中のスカイライナーで、途中成田に停車する列車。
日中ダイヤということもあり、7AE11（ラッシュ時）よりもタイトなダイヤとなっている。
スカイライナーの模範運転は全てAE100形によって行われる。
- 403T 普通 高砂行き 品川 → 高砂
早朝、品川始発で都営線を経由し高砂まで行く普通列車。
一部区間を除いて比較的余裕のあるダイヤとなっている為、都営線内の練習に適している。
- 525H 急行 泉岳寺行き 羽田空港 → 泉岳寺
羽田空港始発の急行泉岳寺行きで、京急線内で完結する列車。
途中、京急蒲田まではややタイトなダイヤとなっているが、平和島直前から先行列車を意識した運転となる。
- 10A03 特急 成田空港行き 上野 → 成田空港
京成上野始発の特急成田空港行き。
日中のダイヤということもあり、先行列車の影響をほとんど受けないため、非常にタイトなダイヤとなっている。
- 917H・1201T・1369K エアポート快特（京成線内は快速） 成田空港行き 羽田空港 → 成田空港
羽田空港と成田空港の両空港を結ぶエアポート快特。押上からは快速となる。このダイヤの模範運転は917Hの600形によって行われる。
エアポート快特では各3社局の車両ごとにそれぞれのダイヤが用意され、時間帯や信号の変化など各ダイヤごとの異なる性格が楽しめる（信号変化の違いは、先行する普通車の待避駅の違い、品川駅での前列車との時間間隔などによるもの。当時のダイヤで通常発生する信号変化を忠実に再現している）。
このエアポート快特のみ、都営線内をエアポート快特として急行運転する（都営線内の停車駅は泉岳寺、三田、大門、新橋、日本橋、東日本橋、浅草、押上）。
- 1425H 快特（都営線、京成線内は快速） 高砂行き 羽田空港 → 高砂
日中羽田空港から発車する快特列車で、品川からは快速となる。
京急線内では途中、鮫洲で先行列車に追いつくが、それ以降は先行列車の影響をあまり受けない。
- 775H 普通 押上行き 品川 → 押上
朝ラッシュ時の押上行き普通列車。本来は京急久里浜始発で、途中の金沢文庫で前に4両増結し、品川までは12両編成の特急として運転される列車。
前の4両を切り離し、残りの8両で押上まで向かうダイヤのため、このダイヤのみ品川駅での停止位置が異なっており、品川 - 泉岳寺間では運転台のスタフに付いている種別札も「特急」表記となっている。
試験モードでの本ダイヤでは先行列車に遅延が発生し、三田からは遅れ回復運転となる（登場する試験の中では最も難しく、『Train Simulator Real THE 山手線』の教習10と同程度の難易度とされる）。
PS2版ではロードが終わるまでL1ボタンを押したままダイヤと車両を選択する、PSP版では路線選択時に□ボタンを押すと、運転モードでも遅延ダイヤが運転できる。
前作『THE 京浜急行』に登場する特急775Hの続きとなっているが、前作と今作の間に行われたダイヤ改正の際に高砂行きから押上行きに変更されたため、本作では押上行きとなっている。
- 8A09・7A31 特急 成田空港行き 上野 → 成田空港
朝ラッシュ時の特急成田空港行き。8A09は8両編成、7A31は6両編成のダイヤである。このダイヤの模範運転は8A09の3000形によって行われる。
7A31を運転するには選択時に□ボタンで選ぶことによって運転できる（6両編成が存在しない3400形を選択すると自動的に8A09に、8両編成が存在しない3300形を選択すると自動的に7A31になる）。
- 707T・1081K 急行（京成線内は快速） 成田行き 羽田空港 → 成田
羽田空港始発の急行成田行き。このダイヤの模範運転は1081Kの3000形によって行われる。
運転時間は約2時間、停車駅は45駅とシリーズ最多となる。
1081Kは、京成本線内を快速で運行するダイヤの中で唯一、八千代台でのスカイライナー待避を行わない。
運転士も6人とシリーズ最多の人数で繋いでいくダイヤである。（内訳は京急1人、浅草線2人、京成3人）
- 7AE11 スカイライナー 成田空港行き 上野 → 成田空港
朝ラッシュ時に走るスカイライナー。
12AE01との違いはラッシュ時のため、信号の変化など先行列車を意識した運転となる。途中成田には停車しない為、日暮里 - 空港第2ビル間は約55分にも及ぶノンストップ運転となる。
- 701H 回送（隠しダイヤ）
羽田空港→高砂間のゲーム撮影に使用したダイヤ。
本来は三崎口始発で、模範運転は1500形VVVF車によって行われる。運転できるダイヤの中では一番信号変化がめまぐるしく、落ち着かない。途中、京急蒲田、品川、泉岳寺、押上に運転停車する。
- 5S01 回送（隠しダイヤ）
上野→成田空港間のゲーム撮影に使用したダイヤ。
6両編成用のダイヤ設定となっている。模範運転は3600形VVVF車によって行われる。途中、東中山と八千代台に運転停車する。

## 新しいゲームシステム

### ポイント制度
この作品では、Train Simulator初のポイント制度が採用される。試験・ブレーキ練習・教習で貯めたポイントを利用して新しい車両を手に入れることができる。また、検車にそれを使用する事もできる。

## 車両の購入・検車（PSP版ではメンテナンス）
京急600形、都営5300形（1次車）、京成新3000形は各社局のライセンスを取得した時にポイントなしで獲得できるが、それ以外の車両は貯めたポイントを使って購入する。
各形式ごとに「検車（メンテナンス）までの距離」が定められており、試験に使用するとそれが減っていく。検車までの距離が試験を受ける距離を下回る試験は受ける事が出来なく「検車（メンテナンス）待ち」となる。こうなった場合はポイントを使って検車を行い、検車（メンテナンス）までの距離をリセットする。
なお、ブレーキ練習・教習では検車までの距離は減らないので、検車をするためのポイントも試験を受けられる車両もなくなってしまった場合はこれらのモードを利用する。
- PSP版では、PS2版の「検車」が「メンテナンス」に変更された。

### ライセンス制度
この作品では、各社局ごとのライセンスを取得しないとその社局の路線が運転できないシステムを採用した。ゲーム開始時に京急・都営・京成の3社局の中からどのライセンスを最初に取るかを選択できる。その後他社局のライセンスを取るには、ライセンスを持っている社局の試験に全てCランク以上（C/B/A/S）で合格する事が必要である。新たなライセンスは隣接する社局（京急で始めた場合は京急→都営→京成、京成で始めた場合は京成→都営→京急の順。都営で始めた場合はどちらかを任意で選択）から順に解放されていく。

### ブレーキ練習
この作品の新要素として、電車の運転でもっとも難しいとされている「停車」を集中的に練習する事ができる「ブレーキ練習」を採用した。それぞれコース内にある平坦区間（京急線天空橋駅）、下り坂（都営浅草線浅草駅）、上り坂（京成線勝田台駅）で、距離と車両を自由に選択して練習できる。これもポイント制に連動しており、停車位置等によって得たポイントを得る事ができる。

### ブレーキナビゲーション
ブレーキ時、ブレーキノッチ段数ごとの減速曲線と停止位置・速度制限との関係がグラフで表示され、ブレーキをかけはじめる位置や、各社局で推奨されているブレーキング方法（京急=3段制動2段弛め、都営=1段制動階段弛め、京成=階段制動階段弛め）の練習目安となる。PS2版では運転モードのみ利用可能だが、PSP版では試験モードでも利用可能である。

### 模範運転
PS2版では、「運転」モードで運転できるすべての区間で模範運転を見ることができる。これは計算等による自動運転ではなく、スタッフが実際に運転して制作されたデータである。

## その他
- 当初は2005年7月21日に発売を予定していたが、発売延期となった。
- 停止信号を通過した場合、勾配のある駅で客扱い時にブレーキをかけずに列車を前後50cm以上転動させた場合、制限速度を30km/h以上超過した場合、セクション内で停車した場合、その瞬間画面が切り替わり運転中止となる。
- 八千代台駅でスカイライナーの通過待ちをする列車、佐倉駅で特急の待ち合わせをする列車では、それぞれ到着後にスカイライナーの通過シーン、特急の到着・発車シーンの映像が挿入される。さらに本体の時計と連動し、夏期・冬期には選択扉機能を使用した車内保温が行われる[3]。
- PS2、PSP版ともに通過待ちおよび待ち合わせを行う場合、待避駅前後の停車駅（八千代台でのスカイライナー待避では実籾駅と大和田駅、佐倉での特急待ち合わせではうすい駅と大佐倉駅）で約5秒ほど画面が固まる。映像データの内部処理を行っていると思われる。時計も停止するため、ゲーム上支障はない。
- 都営5300形には定速制御機能（定速ノッチ）が搭載されており、実物同様にこの定速機能を使用することが出来る。これはP3以上で力行中にP2にノッチを戻すことで動作する。ただしAE100形などの定速制御と異なり、抑速機能は付いていないため下り勾配では機能しない（5300形の定速機能は元々営業運転中に使用する前提で搭載されていない）。
  - 機能が働くのはP2ノッチに戻してから約30秒間のみ（実物も同様）。15km/h以下での極低速でも使用できるが、30km/h - 35km/hの範囲では機能しない。
- 京成新3000形・3700形は、C-ATS・緊急スイッチを設置した際に運転台が改造されたため、ゲームでの運転台は見ることができない。都営5300形も新設されたC-ATS表示機にATS制限速度が出るため、45km/h・15km/hの制限は運転台上では目視できなくなっている。
- 本作品発売後、京成線では快速特急の新規設定に伴い、特急の停車駅が佐倉 - 成田空港間各駅停車となっている。現在の特急が停車する大佐倉駅・酒々井駅・宗吾参道駅・公津の杜駅はこのゲームでは通過する。
- 京急線においても同様にエアポート快特が品川 - 羽田空港間ノンストップ運転となっており、現在エアポート快特が通過する京急蒲田駅はこのゲームでは停車する。
- 映像を撮影した列車の都合により、一部のダイヤでは実際には入線しないホームに停車する事がある。
  - 上野駅：映像ではスカイライナー用の2番線から発車するが、実際の特急は3・4番線から発車する。
  - 押上駅：映像では3番線に入線するが、実際ではエアポート快特と押上折り返しの列車以外は4番線を使用する。
  - 高砂駅：映像では4番線に入線するが、本作収録のダイヤのうち403T、1425H、1081Kは実際では3番線を使用する。
  - 京成津田沼駅：映像では4番線に入線するが、実際では日中の特急と一部の快速は3番線を使用する。
  - 成田空港駅：映像ではスカイライナー・快速用の1番線に入線するが、実際の特急・普通は2番線を使用する。

日常的に京成線を利用するプレイヤーにとっては違和感を覚えるものになっている。過去作『東京急行編』では菊名駅での番線変更をフォローするアナウンスが到着前に放送されていたが、今作においても到着番線が実際のダイヤと異なっている場合は「お出口は本日に限りまして右側（左側）です。」と、同様のフォローをしている。押上駅では都営5300形を使用していた場合、自動放送を途中で車掌がカットしてフォローがなされる。
- 京成線の一部区間（京成押上線青砥 - 高砂、京成津田沼 - 大久保、酒々井 - 宗吾参道、待避を行わない場合は実籾 - 八千代台、八千代台 - 大和田、うすい - 佐倉、佐倉 - 大佐倉も該当）を走行中に突然映像が切り替わり、天候が急に変化したように見える。これは別々のダイヤで撮影された映像を切り替えているために発生する[4]。
- 京急蒲田駅、泉岳寺駅、東中山駅、八千代台駅を発車する際に、映像の不自然なカットが見られる。撮影時の回送ダイヤでもその四駅では運転停車していたため。
- PS2版で駅を100km/h以上の高速で通過するとその先で映像がぎこちなくなることがある。
  - Railfan音楽館公式ブログで、大量の動画をメモリーにストアしているため、メモリ不足に悩まされているとのインタビュー記事が掲載されていた。これは『Railfan』でも解消されておらず、開発上のネックとなっている様子。
- 説明書やゲーム内での駅名表記において、京成線の一部の駅では京成津田沼駅を除き、方向幕等で使用されている表記に倣い「京成」を省略している駅がある（京成臼井→うすい 等）。
- ゲーム上では駒井野信号場が成田駅の下り出発信号機として扱われているが、実際の駒井野信号場は東成田線との分岐点（ゲーム内では速度確認70、制限55のかかる地点）である。
- ゲームのメニュー（運転・試験メニューも含む）で使用されているBGMや背景画像は、ゲームの進行によって変化する。変化するのは以下のところ。ちなみに、これらの音楽の一部はPSP版のプロモーションビデオで使用されている。
  - ゲームスタート時
  - 「直通試験」登場時
  - 全試験クリア時
  - 全試験をSランクでクリア後、AE形出現時（未購入）
  - AE形購入時
- この作品のタイトル音楽「The Liner」をアレンジした楽曲「Railroad Force」がKONAMIの音楽ゲーム『pop'n music 13 カーニバル』に収録されている[5]。この他にもタイトーから発売された『鉄道ゼミナール -大手私鉄編-』や、同時期に発売されたCD『鉄道ゼミナール音楽編』にも収録されている。
- 本体の製品型番がSCPH-30000番台のPlayStation 2では本体の特性上2層ディスクの読み込み不良がとても多いため、2層ディスクを採用した今作及び『Train Simulator 九州新幹線』ではフリーズやディスク読み込み不良等の不具合が出る事が多いので注意が必要である。

## PS2版とPSP版の違い
- 運転映像やOP・ED映像がPS2版のアスペクト比4:3から16:9のワイド画面になった。またOP・ED映像は一部演出がPS2版、PSP版で異なっている。
- PSP版では運転台の描写が省略され、画面全体が展望映像となった。
  - ただし、設定により画面左下に、速度計・圧力計・電流計（運転台に装着している車両のみ）のいずれかを表示させることが可能。
- PSP版では試験時でもブレーキナビゲーションが使用可能となった。ナビゲーションの大きさも画面下部におさまるよう小さめになっている。
- PSP版では全メニューにおいてトップメニューと同様のBGMが流れ、PS2版での管理、教習所、オプションメニューのBGMは、ゲームの進行に応じて追加され自由に切り替えが可能となっている。
  - PS2版の直通試験登場時、全試験クリア時、AE形出現時に聞けるBGMについては、PS2版管理、教習所、オプションメニューのBGMに置き換えられる形で削除されている。
- PSP版では模範運転が一部の区間に限られている。これはPSP版ではマルチトレインコントローラが使用できないためとされている[2]。
- PSP版では八千代台駅、佐倉駅での待避中にムービーが挿入されず、接近放送が終わった後はスカイライナー通過後、もしくは特急の発車後までカットされる。車内保温の要素も削除され、本体時計の設定に関わらず常に全てのドアが開いた状態での待避となる。
- PSP版の試験モードは、PS2版に比べてクリアに必要なポイントが少なめになっている試験と、高めになっている試験がある。
- PSP版においては運転・試験モード問わず運転中止の条件が厳しくなっている。（出発もしくはそれに相当する信号機の過走[6]、既に通過した信号機まで推進運転した場合にも運転中止となる）
- その他、メニュー画面ではアスペクト比の違いに対応する小改造がなされている。
- その他、PS2版で指摘された細かな不具合の一部が修正されている様子である。